# Albiez-le-Jeune
Albiez-le-Jeune este o comună în departamentul Savoie din sud-estul Franței. În 2009 avea o populație de 111 de locuitori.

## Evoluția populației
| An        | 1975 | 1982 | 1990 | 1999 | 2006 | 2009 |
| --------- | ---- | ---- | ---- | ---- | ---- | ---- |
| Populație | 81   | 78   | 61   | 57   | 98   | 111  |